# Denis Shapovalov (musicien)
Pour l’article homonyme, voir Denis Shapovalov (tennis) pour le joueur de tennis canadien.
Denis V. Shapovalov (en transcription française : Denis Valerievitch Chapovalov) (né le 11 décembre 1974 à Tchaïkovski) est un violoncelliste, chef d'orchestre et compositeur russe.

## Carrière
Fils de musiciens, il est diplômé de l'école de musique de Dzerjinsk et du Conservatoire de Moscou, dans la classe de Natalia Chakhovskaïa (ru). 
En 1994, il participe au Concours international Tchaïkovski, dont il est le vainqueur en 1998. De 2001 à 2012, il enseigne le violoncelle au Conservatoire de Moscou. En 2007, il est devenu le premier musicien classique à se produire au pôle Nord, où il a interprété des œuvres de Jean-Sébastien Bach et Franz Schubert avant de participer à une expédition polaire . Il a également travaillé avec Mstislav Rostropovitch : l'invitation de Shapovalov aux festivals d'Évian (France, 1999, 2000) et de Bakou (Azerbaïdjan, 2006) fut un signe de reconnaissance de la part de Rostropovitch. Shapovalov a participé aux concerts du London Symphony Orchestra dirigé par Rostropovitch en 2002 à Londres et à New York, et s'est produit aux côtés du Maestro lors du festival Andreï-Sakharov en 2004 à Nijni Novgorod.

## Liens
- Site officiel
- Ressource relative à la musique :   - MusicBrainz
- Notices d'autorité :   - VIAF
  - ISNI
  - Tchéquie
- Page sur le site du Conservatoire d'État de Moscou
- Notice biographique sur le site de la Philharmonie de Samara
- Interview de Denis Shapovalov pour le magazine Faces, 2007
- Interview de Denis Shapovalov sur le portail MuzOkno, 2012